# Comuna Berzasca, Caraș-Severin
Berzasca (în maghiară: Berszászka, în germană: Bersaska, in sarba: Берзаска) este o comună în județul Caraș-Severin, Banat, România, formată din satele Berzasca (reședința), Bigăr, Cozla, Drencova și Liubcova.

## Demografie
Componența etnică a comunei Berzasca
     Români (61,12%)
     Sârbi (18,25%)
     Cehi (8,72%)
     Romi (3,28%)
     Alte etnii (8,63%)
Componența confesională a comunei Berzasca
     Ortodocși (47,98%)
     Ortodocși sârbi (29,32%)
     Romano-catolici (11,12%)
     Baptiști (1,55%)
     Alte religii (0,8%)
     Necunoscută (9,24%)
Conform recensământului efectuat în 2021, populația comunei Berzasca se ridică la 2.132 de locuitori, în scădere față de recensământul anterior din 2011, când fuseseră înregistrați 2.848 de locuitori. Majoritatea locuitorilor sunt români (61,12%), cu minorități de sârbi (18,25%), cehi (8,72%) și romi (3,28%). Din punct de vedere confesional, cei mai mulți locuitori sunt ortodocși (47,98%), cu minorități de ortodocși sârbi (29,32%), romano-catolici (11,12%) și baptiști (1,55%), iar pentru 9,24% nu se cunoaște apartenența confesională.

## Politică și administrație
Comuna Berzasca este administrată de un primar și un consiliu local compus din 11 consilieri. Primarul, Petru-Nicolae Furdui[*], de la Partidul Social Democrat, este în funcție din 1996. Începând cu alegerile locale din 2024, consiliul local are următoarea componență pe partide politice:
|  | Partid                          | Consilieri | Componența Consiliului | Componența Consiliului | Componența Consiliului | Componența Consiliului | Componența Consiliului | Componența Consiliului |
|  | ------------------------------- | ---------- | ---------------------- | ---------------------- | ---------------------- | ---------------------- | ---------------------- | ---------------------- |
|  | Partidul Social Democrat        | 6          |                        |                        |                        |                        |                        |                        |
|  | Partidul Național Liberal       | 1          |                        |                        |                        |                        |                        |                        |
|  | Partidul Puterii Umaniste       | 1          |                        |                        |                        |                        |                        |                        |
|  | Uniunea Sârbilor din România    | 1          |                        |                        |                        |                        |                        |                        |
|  | Alianța pentru Unirea Românilor | 1          |                        |                        |                        |                        |                        |                        |
|  | Forța Dreptei                   | 1          |                        |                        |                        |                        |                        |                        |

## Atracții turistice
- Biserica ortodoxă din satul Berzasca, construită în anul 1772
- Peștera "Zamonița"
- Cetatea dacică de pe lunca Liubcovei
- Clisura Dunării
- Pensiunea Ecaterina
- Complexul lacustru Egreta pe Dunare